# Полански, Марк Льюис
Марк Льюис Полански (англ. Mark Lewis Polansky) — американский лётчик-испытатель и астронавт НАСА. Совершил три космических полёта общей продолжительностью 41 суток 10 часов 50 минут.

## Происхождение
Отец Марка Полански был евреем. Его мать, Эдит, жительница Гавайских островов корейского происхождения. В честь этнического наследия своего отца он взял с собой в космос во время полёта по программе STS-116 плюшевого медвежонка из мемориального музея Холокоста.

## Обучение и воинская служба
Имеет степень бакалавра университета Пердью по авиационной и космической технике и степень магистра по астронавтике.
С 1978 года состоял на действительной воинской службе, стал пилотом истребителя F-15, затем с 1987 по 1992 год занимался испытаниями авионики и вооружений F-15, F-15E и A-10 на авибазе Эглин. В 1992 году он оставил службу и стал работать в НАСА. Трижды подавал заявление в отряд космонавтов и, наконец, 1 мая 1996 года отобран в качестве кандидата в астронавты 16-го набора НАСА.

## Полёты
Первым полётом Марка стал запуск шаттла «Атлантис» по программе STS-98 с 7 по 18 февраля 2001 года, где он участвовал в качестве пилота шаттла. Продолжительность полёта составила 12 суток 21 час 20 минут 3 секунды.
Второй полёт стартовал 10 декабря 2006 года, Марк участвовал в качестве командира экипажа шаттла, продолжительность этого полёта составила 12 суток 20 часов 44 минуты 25 секунд.
15 июля 2009 года начался его третий полёт в качестве командира экипажа шаттла «Индевор» по программе STS-127, длившийся 15 суток 16 часов 44 минуты 57 секунд.